# Trophée NHK 2002
Navigation
Édition précédente Édition suivante
Le Trophée NHK (en anglais : NHK Trophy) est une compétition internationale de patinage artistique qui se déroule au Japon au cours de l'automne. Il accueille des patineurs amateurs de niveau senior dans quatre catégories: simple messieurs, simple dames, couple artistique et danse sur glace.
Le vingt-quatrième Trophée NHK est organisé du 28 novembre au 1er décembre 2002 à l'Aquarena de Kyoto. Il est la sixième compétition du Grand Prix ISU senior de la saison 2002/2003.

## Résultats

### Messieurs
| Rang | Nom                 | Pays       | Points | Prog. court | Prog. libre |
| ---- | ------------------- | ---------- | ------ | ----------- | ----------- |
| 1    | Ilia Klimkin        | Russie     | 2.0    | 2           | 1           |
| 2    | Takeshi Honda       | Japon      | 2.5    | 1           | 2           |
| 3    | Li Chengjiang       | Chine      | 4.5    | 3           | 3           |
| 4    | Li Yunfei           | Chine      | 6.5    | 5           | 4           |
| 5    | Jeffrey Buttle      | Canada     | 7.0    | 4           | 5           |
| 6    | Vincent Restencourt | France     | 9.5    | 7           | 6           |
| 7    | Yamato Tamura       | Japon      | 11.0   | 6           | 8           |
| 8    | Daisuke Takahashi   | Japon      | 12.0   | 10          | 7           |
| 9    | Hristo Turlakov     | Bulgarie   | 13.0   | 8           | 9           |
| 10   | Benjamin Miller     | États-Unis | 14.5   | 9           | 10          |

### Dames
| Rang | Nom                | Pays       | Points | Prog. court | Prog. libre |
| ---- | ------------------ | ---------- | ------ | ----------- | ----------- |
| 1    | Yoshie Onda        | Japon      | 1.5    | 1           | 1           |
| 2    | Irina Sloutskaïa   | Russie     | 4.0    | 4           | 2           |
| 3    | Shizuka Arakawa    | Japon      | 4.0    | 2           | 3           |
| 4    | Fumie Suguri       | Japon      | 5.5    | 3           | 4           |
| 5    | Galina Maniachenko | Ukraine    | 7.5    | 5           | 5           |
| 6    | Ielena Sokolova    | Russie     | 9.0    | 6           | 6           |
| 7    | Sarah Meier        | Suisse     | 11.5   | 9           | 7           |
| 8    | Amber Corwin       | États-Unis | 11.5   | 7           | 8           |
| 9    | Marianne Dubuc     | Canada     | 13.0   | 8           | 9           |
| 10   | Fang Dan           | Chine      | 15.0   | 10          | 10          |
| 11   | Julia Lautowa      | Autriche   | 16.5   | 11          | 11          |

### Couples
| Rang | Nom                                  | Pays       | Points | Prog. court | Prog. libre |
| ---- | ------------------------------------ | ---------- | ------ | ----------- | ----------- |
| 1    | Shen Xue / Zhao Hongbo               | Chine      | 1.5    | 1           | 1           |
| 2    | Dorota Zagórska / Mariusz Siudek     | Pologne    | 3.0    | 2           | 2           |
| 3    | Anabelle Langlois / Patrice Archetto | Canada     | 5.0    | 4           | 3           |
| 4    | Maria Petrova / Aleksey Tikhonov     | Russie     | 5.5    | 3           | 4           |
| 5    | Yuko Kavaguti / Alexander Markuntsov | Japon      | 8.0    | 6           | 5           |
| 6    | Kateřina Beránková / Otto Dlabola    | Tchéquie   | 8.5    | 5           | 6           |
| 7    | Kristen Roth / Michael McPherson     | États-Unis | 10.5   | 7           | 7           |

### Danse sur glace
| Rang    | Nom                                     | Pays        | Points | Danse imposée | Danse originale | Danse libre |
| ------- | --------------------------------------- | ----------- | ------ | ------------- | --------------- | ----------- |
| 1       | Irina Lobatcheva / Ilia Averboukh       | Russie      | 2.0    | 1             | 1               | 1           |
| 2       | Kati Winkler / René Lohse               | Allemagne   | 4.4    | 3             | 2               | 2           |
| 3       | Galit Chait / Sergei Sakhnovski         | Israël      | 5.6    | 2             | 3               | 3           |
| 4       | Isabelle Delobel / Olivier Schoenfelder | France      | 8.0    | 4             | 4               | 4           |
| 5       | Sylwia Nowak / Sebastian Kolasiński     | Pologne     | 5      | 5             | 5               | 5           |
| 6       | Megan Wing / Aaron Lowe                 | Canada      | 12.0   | 6             | 6               | 6           |
| 7       | Ekaterina Gvozdkova / Timur Alaskhanov  | Russie      | 14.4   | 8             | 7               | 7           |
| 8       | Kimberly Navarro / Robert Shmalo        | États-Unis  | 16.4   | 9             | 8               | 8           |
| 9       | Zhang Weina / Cao Xianming              | Chine       | 19.4   | 11            | 10              | 9           |
| 10      | Nozomi Watanabe / Akiyuki Kido          | Japon       | 19.4   | 10            | 9               | 10          |
| 11      | Rie Arikawa / Kenji Miyamoto            | Japon       | 22.4   | 12            | 11              | 11          |
| Abandon | Marika Humphreys / Vitali Baranov       | Royaume-Uni |        | 7             |                 |             |

## Sources
- (en) Résultats du Trophée NHK 2002 sur le site de l'International Skating Union
- Patinage Magazine N°86 (Janvier-Février 2003)